# Doğan Babacan
Doğan Babacan (5 de abril de 1930 - 18 de mayo de 2018) fue un árbitro de fútbol internacional turco, entre 1968 y 1978. Babacan fue jugador de fútbol hasta que en 1955 se convirtió en árbitro. Fue el primer colegiado turco en arbitrar en una Copa del Mundo de la FIFA (1974), y también el primer árbitro que expulsó con tarjeta roja a un jugador en toda la historia de los Mundiales; el expulsado fue Carlos Caszely de Chile. Asimismo en toda la historia olímpica, en los Juegos Olímpicos de Múnich de 1972, fue el primer árbitro  en expulsar a un jugador. Durante el partido de ida de las semifinales de la Copa de Campeones de Europa 1973-74 entre el Celtic de Glasgow y el Atlético de Madrid que concluyó con empate a cero, mostró tarjeta roja hasta a tres jugadores del equipo colchonero, aunque con posterioridad, afirmó sobre el encuentro que solo fue "un choque intenso".